# 생 미셸 광장

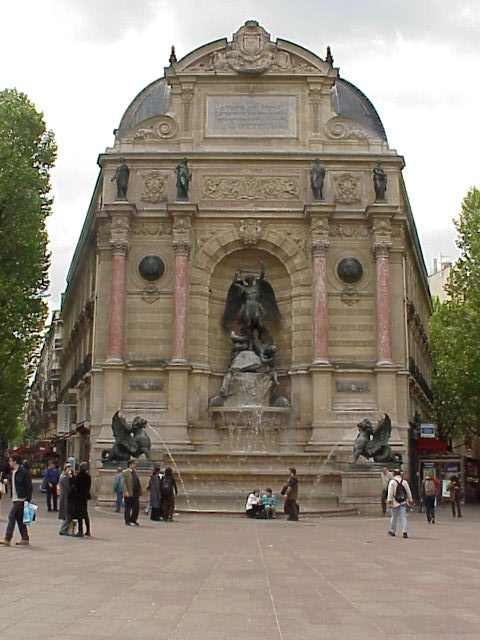

생 미셸 광장(Place Saint-Michel)은 프랑스 파리 5구와 6구의 경계에 있는 광장이다. 센강의 왼쪽 강변에 있다.